# Дільраба Дільмурат
Дільраба Дільмурат (уйг. دىلرەبا دىلمۇرات  кит.: 迪丽热巴; 3 червня 1992, Урумчі, Сіньцзян-Уйгурський автономний район) — китайська акторка.

## Біографія
Має уйгурське походження.
З 2013 року почала зніматися серіалах. Стала відомою після ролі в серіалі «Diamond Lover» (2015), отримавши нагороду China TV Drama у номінації «найкраща починаюча акторка».
У 2017 році зіграла першу головну роль у комедії «Mr. Pride vs. Miss Prejudice».
Широку популярність у Китаї здобула після ролі в серіалі «The Eternal Love» (2017).
Знімається в рекламі, у КНР представляла декілька брендів, включаючи Dolce & Gabbana, L'Oréal, Procter & Gamble, Mikimoto.
У червні 2020 року стала другою за популярністю в китайській версії TikTok — Douyin, набрав 55,6 мільйонів підписників.
У 2021 році вона зіграла головну роль в історичній драмі «Довга балада», де зіграла Лі Чанге, племінницю Імператора Лі Шиміня. Цей серіал приніс шалену популярність не тільки у КНР, але й закордоном. У цьому ж році вона знялася в серіалі «Ти моя слава» разом з Яном Яном.
У 2022 році знімалася в головній ролі в китайській дорамі під назвою «Синій Шепіт».
12 листопада 2021 року було оголошено про закінчення фільмування наступного проєкту Дільраби, «Легенда про Ан Ле», орієнтовний початок трансляції  - 31 грудня 2022 . 

## Громадянська позиція
У 2021 році, будучи родом із Сіньцзяну, Дільраба публічно висловила свою підтримку бавовни, виробленої в Сіньцзяні, після того, як кілька міжнародних компаній оголосили, що не закуповуватимуть бавовну в цьому регіоні через побоювання щодо примусової праці уйгурів.  Тобто своїми діями вона продемонструвала толерантність стосовно політики Китаю у цьому регіоні.  Її дії повторили більшість інших китайських знаменитостей, вони також розірвали зв'язки з цими брендами.
Благочинність
У 2018 році  брала участь у проєкті на підтримку «Медичного страхування від захворювань», допомагаючи розв'язувати проблеми здоров’я та бідності Китаю. Цей проєкт допоміг 25 мільйонам дітей у 585 бідних округах країни.У листопаді компанія Alibaba запросила Дільрабу стати обличчям боротьби з бідністю в Китаї та запросила всіх жителів країни приєднатися до неї в допомозі у відродженні її рідного регіону Сіньцзян.
У 2019 році Дільраба запросили приєднатися до медіа-акції під назвою «China YOUNG», і її призначили одним із лідерів ції кампанії.
19 листопада 2020 року Діліреба отримала відзнаку «7th Wildlife Guardian Award — нагороду за соціальний внесок, приклад для наслідування» на знак визнання внеску Діліреби в захист диких тварин у Цянтані, північний Тибет, у 2019 році.
У 2021 році Дільраба пожертвувала  500 000 юанів на відновлення провінції Хенань, що постраждала в наслідок шторму.